# ريكاردو إنغرام
ريكاردو إنغرام (بالإنجليزية: Riccardo Ingram)‏ هو لاعب كرة قاعدة أمريكي، ولد في 10 سبتمبر 1966 في دوغلاس في الولايات المتحدة، وتوفي في 31 مارس 2015 في ليلبورن في الولايات المتحدة.

## وصلات خارجية
- ريكاردو إنغرام على موقع دوري كرة القاعدة الرئيسي (الإنجليزية)
- ريكاردو إنغرام على موقعبيزبول رفرنس.كوم (الدوري الرئيسي) (الإنجليزية)
- ريكاردو إنغرام على موقعبيزبول رفرنس.كوم (الدوري الثانوي) (الإنجليزية)
- ريكاردو إنغرام على موقع إي إس بي إن.كوم (أم.أل.بي) (الإنجليزية)